# رزقي زرارتي
رزقي زرارتي (24 يوليو 1938 - 15 ديسمبر 2024)، هو فنان تشكيلي ورسام جزائري.

## السيرة الذاتية
وُلد رزقي زرارتي 24 يوليو 1938 في تاورقة ضمن منطقة القبائل السفلى خلال فترة احتلال فرنسا للجزائر، وغادر خلال الحرب الجزائرية عام 1959 إلى مدينة إيكس أون بروفانس في فرنسا حيث عمل بنّاءًا، قبل أن يبدأ في التحاقه بالقليل من دروس الرسم، وبدأ في نفس العام مهنة الرسم.
عاد رزقي إلى الجزائر بعد الاستقلال في أغسطس 1962، واستقر في منطقة الرايس حميدو في الجزائر العاصمة، وافتتح مرسمه بالقرب من سكن الشاعر جان سيناك الذي قابله عام 1963.

## المعارض
شارك رزقي زرارتي في معرضي الرسامين الجزائريين المنظمين في الجزائر العاصمة لمهرجان احتفالات نوفمبر 1963 ثم في باريس عام 1964.
أقام معرضه الشخصي الأول في معرض 54 في عام 1964بتشجيع من سيناك.
أصبح رزقي عضوًا في الاتحاد الوطني للفنانين التشكيليين UNAP، وشارك في صالوناتها. كما شارك من عام 1967 إلى 1971 في أحداث مجموعة الوشم التي جمعت عشرات الفنانين والشعراء والرسامين ولا سيما باية الرسامة الجزائريةودينيس مارتينيز وشكري ميسلي.

## الجوائز
- حصل عام 1972 على الجائزة الأولى في الذكرى العاشرة للاستقلال.
- حصل في عام 1979 على الجائزة الثانية للذكرى الخامسة والعشرين ليوم 1 نوفمبر 1954.
- حصل في عام 2003 على الجائزة الأولى في المسابقة التي نظمتها مؤسسة أصيلة.[12][13]

## استئناف النشاط الفني
بعد غياب طويل عن الساحة الفنية قرابة عشرين عامًا، استأنف رزقي زرارتي زرارتي عرض لوحاته عام 1999.

## وفاته
توفي مساء الأحد 15 ديسمبر 2024 بالجزائر العاصمة عن عمر ناهز السادسة والثمانين.